# صداشو زیاد کن (ترانه پینک‌پانترس)
«صداشو زیاد کن» (به انگلیسی: Turn It Up) ترانه‌ای از خواننده-ترانه‌پرداز و تهیه‌کنندهٔ موسیقی انگلیسی پینک‌پانترس می‌باشد که در ۲۴ مهٔ سال ۲۰۲۴ از سوی وارنر رکوردز انگلیس منتشر گردید. این اثر که حال‌و‌هوای بدروم پاپ دارد با همکاری کینتارو و مورا ماسا تهیه شده‌است.

## پس‌زمینه
این اثر که با الهام از بدروم پاپ ساخته شده نخستین اثر پینک‌پنترس در سال ۲۰۲۴ به‌شمار می‌آید. تهیه‌کنندهٔ اصلی این قطعه پینک‌پانترس است و کینتارو و مورا ماسا نیز در تهیه‌کنندگی آن همکاری داشته‌اند. این ترانه از قطعهٔ «خواب تو را دیدن» اثر سلنا نمونه برداشته‌است.